# Neoteredo reynei
Neoteredo reynei is een tweekleppigensoort uit de familie van de Teredinidae. De wetenschappelijke naam van de soort is voor het eerst geldig gepubliceerd in 1920 door Bartsch.